# 早坂久之助
早坂 久之助（はやさか きゅうのすけ、1883年9月14日 - 1959年10月26日）は明治から昭和にかけてのカトリック教会の司教。洗礼名は「ヤヌアリオ」。
日本人として初めて司教となった人物で、長崎教区司教を務めた。弟の早坂久兵衛も朝鮮の大邱教区司教を務めた。

## 生涯
1883年（明治16年）9月14日に、仙台でカトリックに改宗したばかりの両親のもとに生まれた。第二高等学校を卒業し、その後はローマのウルバノ大学に留学。1917年（大正6年）6月10日に司祭に叙階された。1920年には、駐日ローマ教皇使節の秘書となった。
1927年（昭和2年）10月27日、バチカンで教皇ピオ11世により日本人初の司教に叙階された。早坂司教はアメリカ経由で日本に帰国したが、アメリカ各地で大歓迎を受けた。ニューヨークではセント・パトリック大聖堂で日本人として初めて荘厳ミサを捧げた聖職者となった。
帰国後の1928年、長崎教区長に着任した。それまでパリ外国宣教会に司牧を委ねられていた長崎教区が邦人司牧区となる際に、パリ外国宣教会は守山神父と浦川和三郎神父を指名していたが、布教聖省は早坂神父を選んでいたのでこの指名は却下されている。（なお、その後浦川神父は1941年(昭和16年)に仙台教区の司教となった。）
長崎教区長在任中は、マキシミリアノ・コルベ神父が聖母の騎士修道会を創立する目的で来日した時に、雑誌「聖母の騎士」を出版する許可を与えた。その際、コルベ神父が哲学博士号を持っていることを知り、教区の長崎公教神学校で教えるよう要請した。 
1934年（昭和9年）には邦人女子修道会である長崎純心聖母会を創設した。この頃には、カトリック教会の国家への忠誠を示すための飛行機の献機を目的とした長崎カトリック兵器献納会の代表者も務めている。1937年（昭和12年）2月5日に長崎教区長を引退し、同日にフィロメリウムの名義司教となった。引退後は自分の故郷である仙台に戻る。1959年（昭和34年）10月26日に76歳で死去。